# Favorí (orador)
Favorí (en llatí Favorinus) va ser un orador romà del que no se'n sap res, nomé el que en diu Aulus Gel·li que ha conservat algun fragment d'un dels seus discursos a favor de la Lex Licinia de sumtu minuendo.
Aquesta llei, que prohibia la despesa excessiva i la golafreria en els banquets, devia ser promulgada potser l'any 89 aC sota la censura de Licini Cras. Però també podria ser durant el seu consolat l'any 97 aC o en el seu tribunat el 110 aC o fins i tot quan va ser pretor l'any 104 aC. El poeta Lucili (mort el 103 aC) ja menciona una Lex Licinia a les seves sàtires, però no queda clar si és la mateixa. També s'ha proposat que el nom d'aquest Favorí, desconegut de tothom, fos canviat pel de Fanni (potser Marc Fanni), Augurí o també Favoni, però són especulacions.